# Lanier High School
La Lanier High School est une école secondaire basée à Jackson (Mississippi), membre du Jackson Public School District (en). Elle est composée uniquement d'une population afro-américaine. 

## Histoire
L'établissement est fondé en 1925 en tant que collège et lycée. Il tient son nom de l'éducateur W. H. Lanier (en) qui fut surintendant des écoles noires de Jackson de 1912 jusqu'à sa mort. 
A cause de la ségrégation, l'école est réservée aux étudiants noirs,.
La directrice actuelle (2020) est Valerie Bradley. Au total, 872 élèves y étaient inscrits au cours de l'année scolaire 2006-2007. 

## Étudiants célèbres
- Lerone Bennett Jr. (en), écrivain
- Monta Ellis, joueur de basket-ball (NBA)
- Arvesta Kelly (en), joueur de baskett-ball
- Gilbert R. Mason, médecin
- Henry Sampson, inventeur
- Richard Wright, écrivain